# عبدالله‌خان صارم‌الدوله قراگزلو
عبدالله‌خان صارم‌الدوله قراگزلو (درگذشته ۱۲۷۲ قمری) از سران ایل قراگوزلو  و از فرماندهان نظامی ایران در دوره ناصرالدین شاه قاجار بود.
نام عبدالله خان نخست در وقایع کرمان در سال ۱۲۴۸ قمری دیده میشود که به عنوان صاحب منصب فوج همدانی در رکاب خویشاوند (یا برادرش) سرتیپ علینقی‌خان قراگوزلو، فرمانده فوج همدان، حضور داشت. در سال ۱۲۵۳ قمری با منصب یاوری در همان فوج خدمت می‌کرد و تحت فرماندهی الله‌یار خان آصف‌الدوله مامور دفع افاغنه خراسان بود. در سال ۱۲۵۷ قمری در سرکوب شورش آقا خان محلاتی با منصب سرتیپی فرماندهی دو فوج ملایری و تویسرکانی قراگوزلو را برعهده داشت. در سال ۱۲۶۷ قمری صارم‌الدوله لقب یافت و مامور انتظام بمپور شد. سپس محمدعلی‌خان بمپوری را واداشت برای عرض اطاعت به تهران رود و خود نیز از دربار استدعای ترک کرمان و اقامت در تهران کرد. این درخواست مورد قبول واقع شد و چون به تهران رسید، به جهت خدماتش ناصرالدین شاه او را به دریافت یک قبضه شمشیر مکلل مرصع مفتخر ساخت. در سال ۱۲۷۱ قمری به سرکردگی دو فوج و توپخانه از جانب حاکم فارس برای سرکوب اعرابی که بندرعباس را اشغال کرده بودند فرستاده شد. او پس از آنکه این ماموریت با موفقیت را بسیار به پایان برد، بار دیگر از جانب ناصرالدین‌شاه مخلع شده و لقب «سردار» بر القاب او اضافه گردید. 
عبدالله‌خان در ذی‌القعده سال ۱۲۷۲ درگذشت. او با نگارالسلطنه دختر عباس میرزا نایب‌السلطنه ازدواج کرده بود و صاحب یک دختر بود که پس از مادرش نگارالسلطنه لقب گرفت و با احمدخان سرتیپ، پسر محمودخان ناصرالملک ازدواج کرد.